# École liégeoise de peinture
L'École liégeoise de peinture est une filière de peintres du XVIIe siècle qui a vu le jour dans la Principauté de Liège et qui s'est distancée du bouillonnement baroque sous l'impulsion de Gérard Douffet. La production, dans la foulée de la Contre-Réforme, est axée sur la peinture religieuse et de portrait. Les œuvres témoignent davantage du classicisme de Nicolas Poussin et du naturalisme du Caravage que de la grandiloquence du rubenisme.

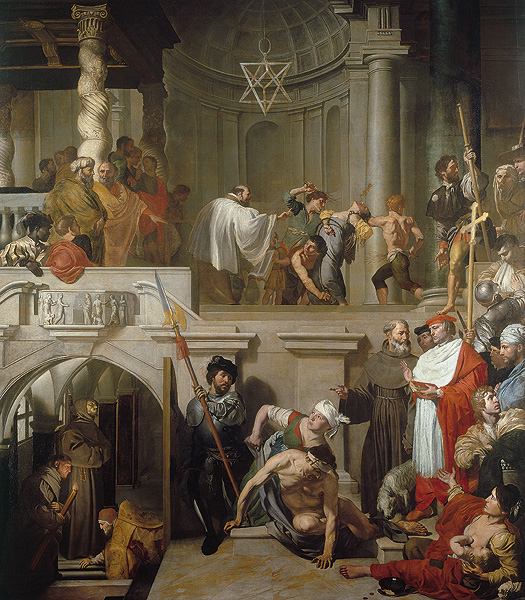
Gérard Douffet
Visite du pape Nicolas V au tombeau de saint François d'Assise (1627)
Huile sur toile, 450 × 400 cm
Alte Pinakothek, Munich

## Reconnaissance du mouvement artistique liégeois duXVIIesiècle
Sur les 277 peintures que comptait l'exposition de Charleroi en 1911 consacrée à l'art sur le futur territoire wallon, à peine 18 étaient consacrées aux artistes du XVIIe siècle. Indifférence confirmée par le nombre de conférences organisées à la même occasion et ayant trait au XVIIe siècle. Cependant, parmi les œuvres présentes, on pouvait déjà admirer les artistes de la mouvance liégeoise.
En dépit des efforts de certains, Jules Destrée en premier,  de faire émerger l'art wallon en général, il semble qu'une certaine vue nationale et donc réductrice de l'art sur notre territoire ait  occulté les « dissidents » que comptait la région romane du territoire au XVIIe siècle au profit des disciples du grand Rubens. 
Si parmi les 18 œuvres, Tournai, Mons, Dinant ou encore Charleroi étaient représentées,  la cité mosane jouissait de davantage de visibilité  avec les auteurs Gérard Douffet, Walthère Damery, Bertholet Flémal, Renier et Gérard de Lairesse.
Les initiatives du député Jules Destrée afin de promouvoir la Wallonie en général et à mettre en évidence ses richesses culturelles allaient certes conduire à l'émergence d'un mouvement rétrospectif et puis à la création du musée de l'Art wallon de Liège en 1952. Cependant Gérard Douffet et ses émules restaient dans l'ombre du génie baroque de Rubens et ses disciples.
En 1986, un colloque international présidé par Pierre Rosenberg (Conservateur en chef du département des peintures au musée du Louvre) et consacré à la peinture liégeoise des XVIIe et XVIIIe siècles allait couronner les travaux des chercheurs parmi lesquelles on retrouve Jacques Hendrick, Joseph Philippe, Pierre-Yves Kairis, Didier Bodart, Jacques Thuillier, Philippe Farcy, Claude Bosson, Marie-Christine Mersch, Jean-Luc Graulich, et Jean-Patrick Duchesne.
Grâce à leur persévérance durant plusieurs années, on a pu démontrer l'originalité et la valeur esthétique du foyer liégeois en exploitant les archives, en analysant et en comparant au moyen de critères sûrs les œuvres de l'époque.
C'est plus particulièrement Pierre-Yves Kairis qui a compilé les traits spécifiques de cette « école liégeoise » du XVIIe siècle.

## Caractéristiques
Il ressort d'emblée que la plupart des peintres sont natifs de la principauté épiscopale. Autre fait marquant : pratiquement tous font un séjour en Italie où ils fréquentent assidûment un maître afin de parfaire leur art (on ne citera que Gérard Douffet, précurseur du mouvement, chez Le Caravage).
Par ailleurs le thème de la Contre-Réforme est un thème abordé tout au moins dans les peintures religieuses.
Cette grande fécondité du Pays de Liège va d'autant plus être accentuée par une distanciation des artistes de la mouvance rubénienne au profit  du classicisme de Nicolas Poussin, au réalisme et au Clair-obscur du Caravage et sa mouvance.

## Contexte historique
Si la Contre-Réforme (ou Réforme catholique) a contribué largement à l'essor et la prospérité de l'activité picturale à Liège, les peintres exerçaient leur art sous un régime corporatiste assez sévère et protectionniste à l'encontre des peintres étrangers à la cité.  Ces derniers n'étaient autorisés à faire commerce que lors de foires organisées ponctuellement. On constate que le même sort était réservé aux artistes relevant d'autres ordres religieux et pas inscrits dans la même corporation.
La peinture n'était pas la seule activité exercée par les peintres, furent-ils les plus talentueux. Le vernissage de cadre, polychromer des statues ou encore la dorure des bronzes sont autant d'activités que les peintres n'hésitaient pas à exercer pour augmenter leurs revenus.
Les artistes doués et possédant suffisamment de fonds s'expatriaient  à Anvers, pôle de la peinture baroque et/ou vers la France et l'Italie, vers des cieux plus classiques ou pour s'essayer au chiaroscuro (clair-obscur) des caravagesques.
Plusieurs peintres ont quitté la Principauté pour d'autres cités européennes alors que ceux qui décidaient d'y demeurer étaient confrontés à une rude concurrence due aux nombreuses commandes du clergé, sous l'impulsion de la Réforme catholique.
Il faudra attendre le siècle suivant pour que les artistes soient libérés de leur asservissement au corporatisme.

## Tour d'horizon des peintres
S'il est vrai que la partie romane du territoire comptait plusieurs foyers de peintres, il est utile de souligner que le pays de Liège fut de loin le plus fertile au XVIIe siècle puisque toute une filière de maîtres se sont succédé pour donner naissance à la mouvance liégeoise.
Le front de l'art pictural est calme au début du siècle : on distingue bien des peintres dont le style est proche de Lambert Lombard mais aucun éclat particulier ne caractérise ces œuvres.
Il faut attendre la figure de proue que fut Gérard Douffet (1594-1660/1661) pour qu'enfin se dégage un talent magistral de la cité épiscopale. L'Invention de la sainte croix (Munich, Ancienne Pinacothèque), réalisée en 1624, est une œuvre dont les qualités esthétiques annoncent la mouvance liégeoise. Douffet, qui avait goûté au caravagisme en Italie, va emprunter le style ténébreux et le naturalisme du maître tant controversé sans pour autant y adhérer en totalité. D'une manière générale l'art du liégeois est un savant mélange entre son passage à Anvers et son apprentissage auprès des disciples du Caravage.
À partir de 1630, ses aptitudes vont s'estomper bien que ses portraits gardent toute leur superbe.
Alors que l'art de Douffet s'affadit, d'autres artistes comme Walthère Damery ou encore Jean-Guillaume Carlier apparaissent sur la scène. Cependant, c'est Bertholet Flémal (1614-1675), élève de Douffet qui va détourner tous les regards en important au milieu du XVIIe siècle les conceptions franco-romaines plus modernistes de la mouvance de Nicolas Poussin. Ses deux chefs-d'œuvre tardifs que sont  les deux « Déplorations du Christ mort » (Musées de Karlsruhe et d'Orléans), nous livrent  une œuvre dégageant une certaine émotion tout en  sobriété et témoignent probablement la dimension spirituelle du personnage qui fut aussi chanoine.

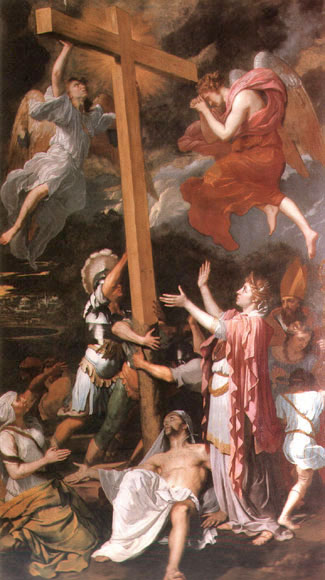
Bertholet Flémal
Invention de la Sainte Croix (1674)
Huile sur toile, 340 × 198 cm
Collégiale Sainte-Croix, Liège

Walthère Damery (1614-1678) n'a pas connu le même succès que Flémal mais il put se prévaloir d'une certaine notoriété artistique auprès des Liégeois ; surtout au sein des communautés religieuses en plein essor grâce à la  Contre-Réforme. Il nous a livré de grands retables d'autel caractérisés par une influence légèrement baroque issue de l'École de peinture de Bologne, et une peinture pleine d'envolée dans la coupole de l'Église Saint-Joseph-des-Carmes à Paris, première peinture ornant une coupole parisienne au XVIIe siècle.
Durant le troisième quart du siècle de Jean Del Cour se manifestèrent encore d'excellents disciples de Flémal : Jean-Guillaume Carlier et Gérard de Lairesse.
Avec le « Mariage mystique de saint Hermann-Joseph » (La Boverie, Liège) Carlier parvient  à l'apogée de son talent et témoigne du classicisme de Flémal sans sacrifier au naturalisme de Douffet. Mais c'est Gérard de Lairesse qui constitue un peu l'exception de la filière de Liège puisqu'il s'exile à Amsterdam à 24 ans pour y devenir en quelque sorte le « Nicolas Poussin » hollandais. Refusant de s'engager dans la mouvance de Rembrandt il perpétue les conceptions classicisantes de son maître pour une clientèle d'intellectuels. Des œuvres telles que « La Descente d'Orphée aux enfers » (La Boverie, Liège) ou  le « Couronnement de la Vierge » (Aywaille) mettent en exergue sa fidélité à l'art de Douffet.
C'est Englebert Fisen (1655 – 1733), élève de Flémal, qui va clore  le chapitre liégeois avec une abondante production qui avoisine les 800 tableaux.  Mais seules les premières productions présentent des qualités magistrales. D'ailleurs, deux tableaux issus d'une collection privée de Liège et qui furent exposés à Charleroi en 1911 - l' « Adoration des Mages » et la « Naissance de la Vierge»  (en réalité la Naissance de saint Jean-Baptiste) - furent attribués à tort à Flémal et témoignent tant du talent de Fisen que de sa fidélité au style de son mentor.
Louis Counet (1652 - 1721), également natif de Liège et élève de Flémal, se fit par contre essentiellement connaître à Trèves. Certaines de ses œuvres ornent pourtant La Violette et Saint-Denis.